# Ofiúco

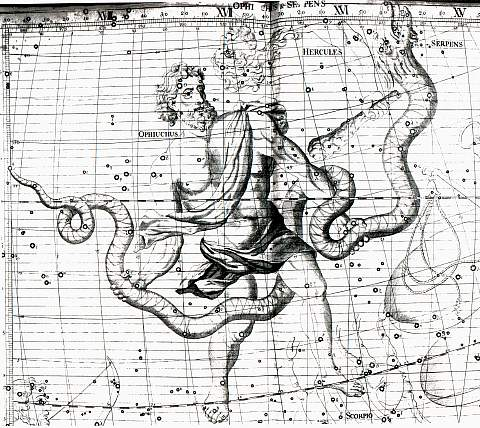
Ofiúco é representado com uma grande serpente na mão, na ilustração do Atlas Coelestis de John Flamsteed.

Ofiúco ou Esculápio, na mitologia grega, corresponde a Asclépio, filho do deus Apolo e da mortal Corônides. Desenvolveu grande habilidade na medicina e acreditava-se que tinha poder de ressuscitar os mortos. Ofendido, Hades pediu a Zeus que o matasse, por violar a ordem natural das coisas — e Zeus concordou. No entanto, como tributo a seu valor, decidiu colocá-lo no céu rodeado por uma serpente, símbolo da vida que se renova.